# Histoire de l'enseignement, la traduction et la pratique de la common law en français au Canada
 (avril 2024).
La mise en forme du texte ne suit pas les recommandations de Wikipédia : il faut le « wikifier ».
Les points d'amélioration suivants sont les cas les plus fréquents. Le détail des points à revoir est peut-être précisé sur la page de discussion.
- Les titres sont pré-formatés par le logiciel. Ils ne sont ni en capitales, ni en gras.
- Le texte ne doit pas être écrit en capitales (les noms de famille non plus), ni en gras, ni en italique, ni en « petit »…
- Le gras n'est utilisé que pour surligner le titre de l'article dans l'introduction, une seule fois.
- L'italique est rarement utilisé : mots en langue étrangère, titres d'œuvres, noms de bateaux, etc.
- Les citations ne sont pas en italique mais en corps de texte normal. Elles sont entourées par des guillemets français : « et ».
- Les listes à puces sont à éviter, des paragraphes rédigés étant largement préférés. Les tableaux sont à réserver à la présentation de données structurées (résultats, etc.).
- Les appels de note de bas de page (petits chiffres en exposant, introduits par l'outil «  Source ») sont à placer entre la fin de phrase et le point final[comme ça].
- Les liens internes (vers d'autres articles de Wikipédia) sont à choisir avec parcimonie. Créez des liens vers des articles approfondissant le sujet. Les termes génériques sans rapport avec le sujet sont à éviter, ainsi que les répétitions de liens vers un même terme.
- Les liens externes sont à placer uniquement dans une section « Liens externes », à la fin de l'article. Ces liens sont à choisir avec parcimonie suivant les règles définies. Si un lien sert de source à l'article, son insertion dans le texte est à faire par les notes de bas de page.
- La présentation des références doit suivre les conventions bibliographiques. Il est recommandé d'utiliser les modèles {{Ouvrage}}, {{Chapitre}}, {{Article}}, {{Lien web}} et/ou {{Bibliographie}}. Le mode d'édition visuel peut mettre en forme automatiquement les références.
- Insérer une infobox (cadre d'informations à droite) n'est pas obligatoire pour parachever la mise en page.

Pour une aide détaillée, merci de consulter Aide:Wikification.
Si vous pensez que ces points ont été résolus, vous pouvez retirer ce bandeau et améliorer la mise en forme d'un autre article.
Le présent article concerne l'enseignement, la traduction et la pratique de la common law en français au Canada. 
L’avènement de la common law au Canada fut, à ses débuts, un mouvement anglais. Il l’est demeuré presque jusqu’à la fin du 20e siècle. À vrai dire, François Blais fait allusion à l’existence de quatre systèmes juridiques au sein du Canada : la common law en anglais, le droit civil français, le droit civil en anglais et, enfin, la common law en français. La common law en français a commencé dès 1969 à la suite de l’entrée en vigueur de la Loi sur les langues officielles fédérale et la Loi sur les langues officielles du Nouveau-Brunswick. AL’évolution de la common law en français, notamment à l’Ontario et au Nouveau-Brunswick depuis la deuxième moitié du 20e siècle, est marquée par des mouvements et thématiques précis. Premièrement, la définition de la common law en français en soi. Celle-ci dépasse le simple fait de traduire la terminologie juridique de l’anglais au français. Deuxièmement, l’évolution de l’utilisation et de la normalisation du français au sein de l’univers juridique. Troisièmement, le rôle des institutions de formation juridique, notamment la création de facultés de droit bilingue ou francophone de  l’Université d’Ottawa et l’Université de Moncton. Finalement, la légitimation de la common law en français qui se fait ultimement par la reconnaissance des institutions juridiques.

## Définir la common law en français
Plusieurs considèrent la common law en français comme étant une « aberration » vu qu’elle relève de la tradition anglaise. À vrai dire, d’après le rapport Soberman, la common law était impossible à communiquer en français. La culture et la langue anglaise étaient intrinsèquement liées au système juridique de common law. En fait, la common law en français est, originellement, surtout une création de la traduction qui cherche à faire en sorte que les francophones puissent exercer le droit au sein de la réalité juridique qui les entoure au quotidien. Toutefois, la common law en français dépasse cette simple nécessité de traduction. La common law en français est marquée d’un mouvement politique revendicateur qui cherche à faire vouloir les droits linguistiques des francophones de pouvoir pleinement pratiquer le droit au sein du système juridique. Elle est aujourd’hui un témoignage à la persévérance des juristes et des universitaires. Elle demeure un « outil de francisation » et une « source d’illustration du français ». 

### Repères historiques

#### 1973:Loi sur les langues officielles
Un repère historique est la disposition de la Loi sur les langues officielles du Nouveau-Brunswick, adoptée en 1973 prévoit que « dans toute procédure devant un tribunal, toute personne qui comparaît ou témoigne peut être entendue dans la langue officielle de son choix ». Cette disposition fut un moment déterminant pour le développement de la common law en français. Le droit d’être entendu dans les deux langues officielles devant les tribunaux crée nécessairement un besoin pour des juristes qui peuvent œuvrer dans la langue minoritaire du système juridique applicable — soit des juristes anglophones en droit civil et des juristes francophones en common law.

#### 1978-1979: Création de programmes de formation
Un dernier moment tournant qui devrait être souligné dans le cadre de ces premiers repères historiques est la création de programmes et d’institutions qui ont comme mission la formation de common law pour les juristes francophones. Les deux les plus notables sont la création de la Faculté de droit de l’Université de Moncton en 1978 et la seconde étant la création d’un programme de common law de langue française à l’Université d’Ottawa en 1979. Ces deux établissements furent le tremplin pour plusieurs succès liés à la propagation de la common law en français.

## En théorie: le français comme langue de traduction de la common law

### Centre de traduction et de terminologie (CTTJ)
Afin que la common law puisse être réellement pratiquée en français, il fallait premièrement traduire la terminologie juridique particulière existante. Pour réaliser cet exploit, les universitaires ont eu recours à la création de nombreux dictionnaires et lexiques, notamment grâce au Centre de traduction et de terminologie juridique (« CTTJ ») qui a été établi en 1978 lors de la création de l’Université de Moncton. En fait l’Université de Moncton avait reçu des bourses équivalant 127 500 $ pour embaucher des traducteurs juridiques. Le CTTJ, à partir de 1980, publie donc des œuvres de vocabulaire de la common law portant sur des domaines de droit variés : droit des biens (1980), droit des fiducies (1982), droit des délits civils (1986) droit des contrats (1991), droit de la preuve (1983) et droit maritime (1994). Elle contribue activement à l'accès à la justice en français.
Malgré les succès liés à la parution de certaines œuvres, il reste que la tâche de traduire la terminologie juridique de la common law en langue française constitue un effort marqué qui doit, à la fois, bien représenter les dénotations et connotations des mots anglais utilisés, tout en se distinguant suffisamment des principes du droit civil. La common law en français se veut être une conception unique et qui véhicule un langage juridique particulier et précis qui s’inscrit dans un système juridique particulier. D’ailleurs, le juge Smith, dans son texte, critique toutefois le manque de cohérence entre les régionalismes juridique. La terminologie utilisée à Fredericton, par exemple, n’est pas identique à celle utilisée à Moncton, et ce en dépit de normes linguistiques déjà établies. En dépit de cela, la traduction occupe une place importante dans le cadre législatif et pour les décisions judiciaires.

### Programme national de l’administration de la justice (PAJLO)
Un autre repère important de la common law en français fut la création du Programme national de l’administration de la justice dans les deux langues officielles (le PAJLO). En 1981, les gouvernements provinciaux du Manitoba, de l’Ontario et du Nouveau-Brunswick ainsi que le gouvernement fédéral établirent le PAJLO avec comme l’un de ses buts la création d’outils et de guides pour faciliter la pratique de la common law en français. La normalisation de la langue juridique a aussi été promulguée par une Commission existant au sein de la PAJLO. La création de la PAJLO a permis la parution du Juridictionnaire en 1991, un recueil de ressources du français juridique, aujourd’hui accessible en ligne. 

## En pratique: formation juridique et procédures judiciaires de la common law en français

### Institutions de formation juridique: l’Université de Moncton et l’Université d’Ottawa
La Loi sur les langues officielles du Nouveau-Brunswick, depuis 1973, prévoit que les personnes qui comparaissent ou témoignent devant un tribunal peuvent être entendues dans la langue officielle de leur choix. Un tel développement, comme le soutient Poirier, exige une capacité de pratique le droit privé anglais dans la langue française, compte tenu des clients servis. Malgré le statut minoritaire de la langue française au Nouveau-Brunswick, le besoin de formation d’avocats francophones était et reste essentiel. En 1975, il y avait un avocat anglophone pour 1 200 citoyens anglophones au Nouveau-Brunswick, tandis qu’il n’y avait qu’un avocat pour 3 300 citoyens francophones.
Cela étant dit, la tâche des universitaires qui décidèrent de relever ce premier défi de formation de la common law en français (notamment à l’Univeristé d’Ottawa et à l’Université de Moncton) demandait plus que de simplement former des juristes francophones. Il fallait aussi qu’ils développent du matériel pédagogique de langue française. Il fallait aussi tenter de normaliser la terminologie juridique francophone utilisée. Les deux universités se sont donc dotées d’un centre de traduction juridique : le CTTJ à l’Université de Moncton et le CTDJ (Centre de traduction et de documentation juridiques) à l’Université d’Ottawa en 1981. Bref, malgré les défis de manque de main-d’œuvre, de lacunes dans les cours offerts et dans les manques de financement à leurs débuts, les deux universités bénéficient aujourd’hui d’une stabilité importante et d’un rôle incontournable à jouer dans le développement de la common law en français

#### L'Université de Moncton
Ainsi, la Faculté de droit de l’Université de Moncton est fondée en 1978 pour répondre précisément aux besoins de cette clientèle issue de la minorité linguistique. Cela fut en dépit de plusieurs critiques à l’égard de l’établissement d’une formation juridique française et de l’identification de nombreux défis à cet égard par la communauté anglophone. La Faculté de droit de l’Université de Moncton, fondée en 1978, avait une mission sociolinguistique clairement définie. Elle avait comme but de former des juristes francophones qui pouvaient desservir les communautés francophones hors Québec, notamment au Nouveau-Brunswick, qui emploient la common law au sein de leur appareil judiciaire. En Ontario où la population compte aujourd’hui environ 500 000 francophones (personnes comme ayant le français en tant que langue maternelle), une autre institution de formation importante s’est formée pour répondre aux besoins des francophones.

#### L'Université d'Ottawa
En Ontario, où la population compte aujourd’hui environ 500 000 francophones (ayant le français en tant que langue maternelle), le programme de common law francophone de l’Université d’Ottawa, a été fondé en 1979. Ce programme a aussi eu des répercussions importantes sur le développement de la common law en français et de l’établissement d’un système juridique bilingue au niveau fédéral et en Ontario. L’Université d’Ottawa, en s’inspirant du rapport Soberman, qui porte sur l’enseignement de la common law en français au Nouveau-Brunswick, lance quelques cours d’enseignement de la common law en français avant de pleinement établir un programme distinct

#### Continuation dans d'autres provinces
L’essor du désir de formation de juristes pour pratiquer la common law en français est évidente même dans des provinces ou le français n’occupe pas une place aussi importante, tel que la Saskatchewan et l’Alberta où des programmes de certification en common law en français sont offerts depuis 2016.

### Les institutions bilingues et la common law en français
La common law en français occupe une place de plus en plus importante dans l’appareil judiciaire, malgré le fait que le français ne bénéficie d’une garantie constitutionnelle quant à ce rôle. Le gouvernement fédéral (ainsi que le gouvernement du Nouveau-Brunswick) a adopté une approche d’autorité égale des lois dans les deux langues. Cette « dualité linguistique » fut reconnu dans la décision CPR c Robinson  en 1891. Les lois bilingues ont donc comme but de se compléter. Le français joue donc, sur le plan législatif, un rôle à part égal dans l’interprétation et l’application de lois. En plus de cette nécessité de développer la common law en français pour répondre à ce besoin législatif, la traduction des décisions judiciaires est tout aussi importante en français. Toutefois, en 1978, un changement important a lieu au sein de l’organe législatif canadien quant au statut de la langue française. La corédaction devient la méthode par excellence pour tenter de représenter, aussi fidèlement, non seulement l’intention du législateur, mais le « génie des deux systèmes juridiques du Canada ».
Le législateur affirme le statut égal de la langue française en matière législative en 1969 au Nouveau-Brunswick grâce à l’adoption de la Loi sur les langues officielles du Nouveau-Brunswick et l’Ontario le fait aussi en 1989 en adoptant la Loi sur la refonte des lois. Toutefois, il restait qu’il n’y avait pas de règles de procédures officielles en français ni des formules, faisant en sorte que les juristes francophones craignaient ne pouvait pouvoir plaider en français. Les traductions de ces règles et de ces documents en Ontario, au Manitoba et au Nouveau-Brunswick a permis de continuer de normaliser l’utilisation d’un français juridique dans le cadre du système de la common law. D’autres institutions cadres, comme la Fédération des associations de juristes d’expression française (FAJEF) — ainsi que toutes les associations de juristes d’expression française provinciales qu’elle regroupe, dont l’AJEFO et l’AJEFNB — contribue au développement de la common law en français et aux efforts des minorités linguistiques dans les provinces anglophones.
Ainsi, la common law en français est marquée par, premièrement la nécessité de traduire pour favoriser l’accès à la justice dans la langue française (souvent minoritaire) et la promulgation du bilinguisme au sein de nos structures institutionnelles grâce à la formation de juristes francophones entraînant la création de matériel pédagogique portant sur la common law en français et la reconnaissance par le législateur de son importance. La common law en français, bien que loin d’être parfaitement normalisée, occupe une place non-négligeable au sein du monde juridique.